# Ecnomus russellius
Ecnomus russellius là một loài Trichoptera trong họ Ecnomidae. Chúng phân bố ở miền Australasia.